# 塔那伊卡山脉
塔那伊卡山脉(Tanaica Montes) 是一道绵延在火星阿耳卡狄亚区177公里山脉，它取名自古典反照率名，1991年国际天文学联合会批准接受。

## 另请查看
- 火星山脉列表